# Boa Viagem (Salvador)
Boa Viagem é um bairro brasileiro localizado na cidade de Salvador, na Bahia. Tem limite nos bairros Bonfim, Monte Serrat e na Baía de Todos-os-Santos. Nele é realizado a tradicional Festa da Boa Viagem e do Bom Jesus dos Navegantes, procissão marítima de origem portuguesa que data de 1750 e ocorre no dia 1º de janeiro de cada ano . 

## Demografia
Foi listado como um dos bairros menos perigosos de Salvador, segundo dados do Instituto Brasileiro de Geografia e Estatística (IBGE) e da Secretaria de Segurança Pública (SSP) divulgados no mapa da violência de bairro em bairro pelo jornal Correio em 2012. Ficou entre os bairros mais tranquilos em consequência da taxa de homicídios para cada cem mil habitantes por ano (com referência da ONU) ter alcançado o nível mais baixo, com o indicativo "0", sendo um dos melhores bairros na lista.